# Balabenka
Balabenka je místní název křižovatky ulic Sokolovská, Českomoravská, Čuprova a Spojovací, v Praze Libni. Název Balabenka nesla zaniklá usedlost, je takto pojmenována tramvajová zastávka a nedaleké veřejné prostranství "Náměstí na Balabence". Oblast se podle Stabilního katastru z roku 1841 nacházela v katastru obce Libeň.

## Historie pojmenování
Pojmenování Balabenka původně patřilo usedlosti čp. 61 v blízkosti dnešní křižovatky Palmovka, naproti usedlosti Palmovka. Jednalo se o usedlost pražského bankéře a majitele mezinárodní povoznické firmy Karla Antona Ballabena, který ji koupil v 80. letech 18. století (do té doby se jmenovala Ulbrichtka). Starou Balabenku majitel postoupil společnosti Rakouské severozápadní dráhy (ÖNWB, Österreichische Nordwestbahn) pro výstavbu trati a stanice Libeň dolní nádraží. Část budov byla využita pro účely nádraží, hlavní budova s empirovým průčelím do Primátorské (dnes Zenklovy) ulice byla zbořena až kolem roku 1965.
Ballabenův zeť Karl Kleinwächter ve staré Balabence pořádal koncerty pro místní honoraci, provozoval tu hudební školu, a pěstoval tu léčivé rostliny pro lékařské účely. Kleinwächterova dcera Karolina se zde seznámila se svým budoucím manželem, hudebním skladatelem Františkem Škroupem. Poté, co se pozdější majitelé přestěhovali o několik set metrů dále na východ (do míst dnešní Balabenky), vzali si s sebou i jméno usedlosti. Nová Balabenka (čp. 225) byla v roce 1992 zapsána mezi kulturní památky, ale v roce 1993 zase vyškrtnuta a zbořena v roce 1995 kvůli výstavbě silničního mostu propojujícího Spojovací a Čuprovu ulici.

## Dnešní křižovatka Balabenka
Rozbíhají se zde dvě větve tramvajové trati vedoucí směrem od centra města přes Karlín do Vysočan a Hloubětína. Jedna z větví tramvajové dráhy vede ulicí Českomoravská směrem ke křižovatce Harfa a k nádraží Praha-Libeň kolem O2 arény, druhá větev tramvajové trati pokračuje dále Sokolovskou ulicí směrem k nádraží Praha-Vysočany a dále pak do Kolbenovy ulice.
Kromě jiného se ve zdejším prostoru nalézá také místní základní škola. V malém parčíku u místní základní školy se zde nachází pomníček padlých občanů z doby 2. světové války, dne 5. května 1945 zde v době Pražského povstání tragicky zahynuli čtyři lidé (z toho dva policejní strážmistři).
V blízkosti křižovatky jsou nově vybudovány dvě benzinové čerpací stanice. Býval zde i supermarket obchodního řetězce Albert, od května 2009 zrušen, dnes zde působí jiný obchodní provozovatel.
Poblíž křižovatky také vede dvojitá železniční estakáda, po níž vede železniční trať z nádraží Praha - Vysočany směrem na pražské hlavní nádraží, druhý železniční most patří Holešovické přeložce mezi nádražím Praha - Holešovice a nádražími Praha - Libeň a Praha - hlavní nádraží. V blízkosti obou železničních tratí pak probíhá administrativní hranice mezi městskými obvody Praha 8 a Praha 9.
Trojúhelníková část zdejšího veřejného prostranství mezi oběma tramvajovými tratěmi mívalo parkovou úpravu s mnoha stromy a keři. Na zhruba jednom hektaru této plochy zde proběhla v letech 2008 až 2009 výstavba administrativní budovy firmy ORCO pojmenované poněkud nelogicky Vysočanská brána. Proti této nové výstavbě před tím protestovali místní občané a ekologická hnutí.
Pod Balabenkou vede pražské metro, jedná se o traťový úsek mezi stanicemi Palmovka a Českomoravská na trase B.
V budoucnosti povede přes Balabenku severovýchodní část Městského okruhu v úseku Pelc-Tyrolka–U Kříže–Jarov–Malešice. Poblíž nedaleké usedlosti Kolčavka by měly ústit tunely tzv. Vysočanské spojky, které by měly propojit Městský okruh s vnějším Pražským okruhem.

## Okolní usedlosti
- Palmovka
- Podvinný mlýn
- Kolčavka (u říčky Rokytky)